# Ernst Leberecht Wagner

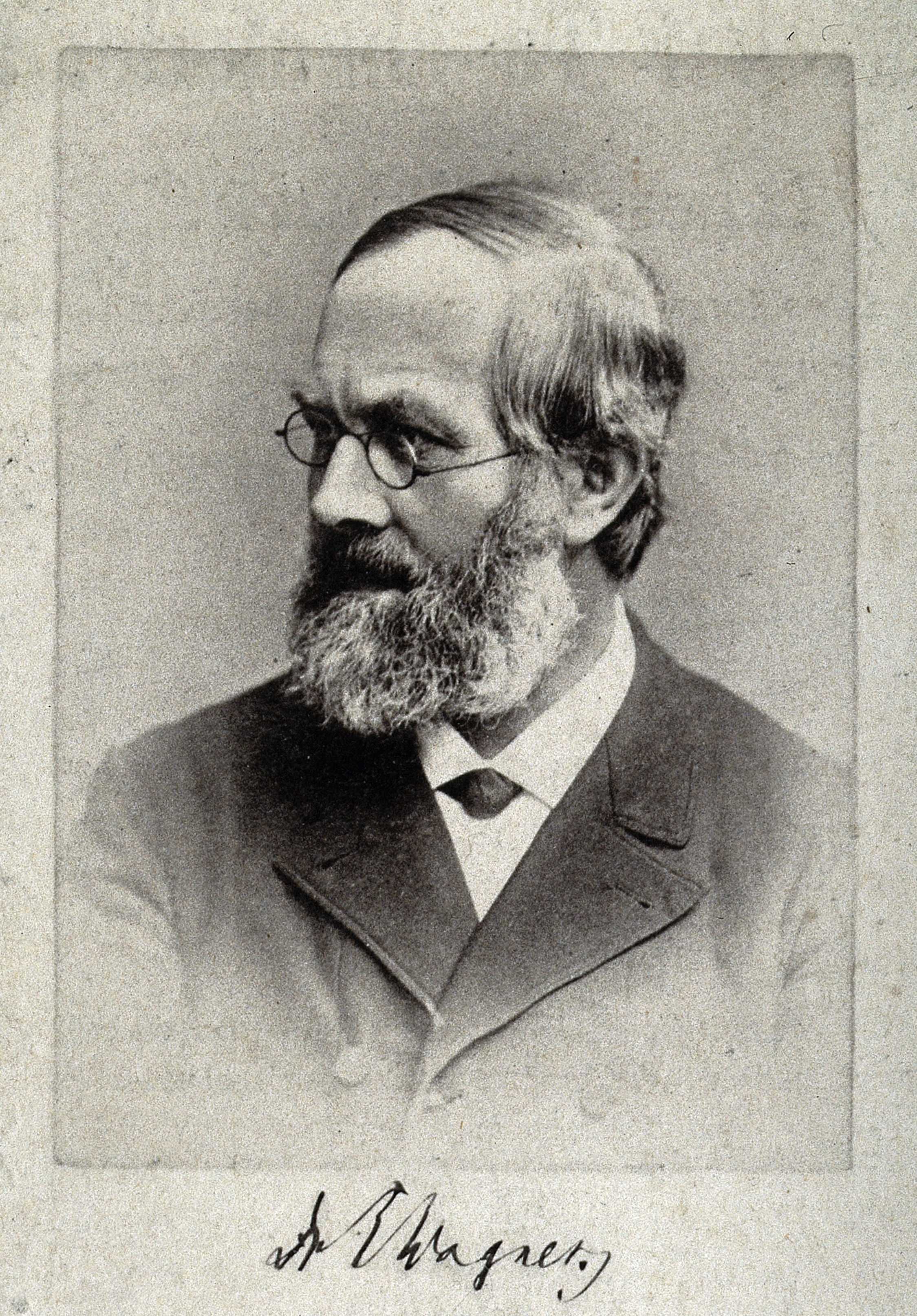

Ernst Leberecht Wagner, född 12 mars 1829 i Dehlitz, död 10 februari 1888 i Leipzig, var en tysk läkare.
Wagner blev 1852 medicine doktor samt 1862 ordinarie professor i allmän patologi och patologisk anatomi i Leipzig. Efter Carl Reinhold August Wunderlichs död utbytte han 1877 denna professur mot lärostolen i speciell patologi och terapi där. Förutom en stor mängd uppsatser i tidskrifter utgav han Der Gebärmutterkrebs (1858), Die Fettmetamorphose des Herzfleisches (1864), Das tuberkelähnliche Lymphadenom (1871) och Handbuch der allgemeinen Pathologie (tillsammans med Johann Paul Uhle, 1862; sjunde upplagan 1876) samt bearbetade i Hugo von Ziemssens "Handbuch der speciellen Pathologie" Krankheiten des weichen Gaumens, Krankheiten der Nasenrachenhohle und des Radiens (tillsammans med Hermann Friedrich Wendt) och Der Morbus Brightii. Åren 1860-1878 redigerade han "Archiv der Heilkunde".